# Sebastiano Mazzoni
Sebastiano Mazzoni (Florencia, 1611 - Venecia, 22 de abril de 1678) fue un pintor italiano de la época barroca.

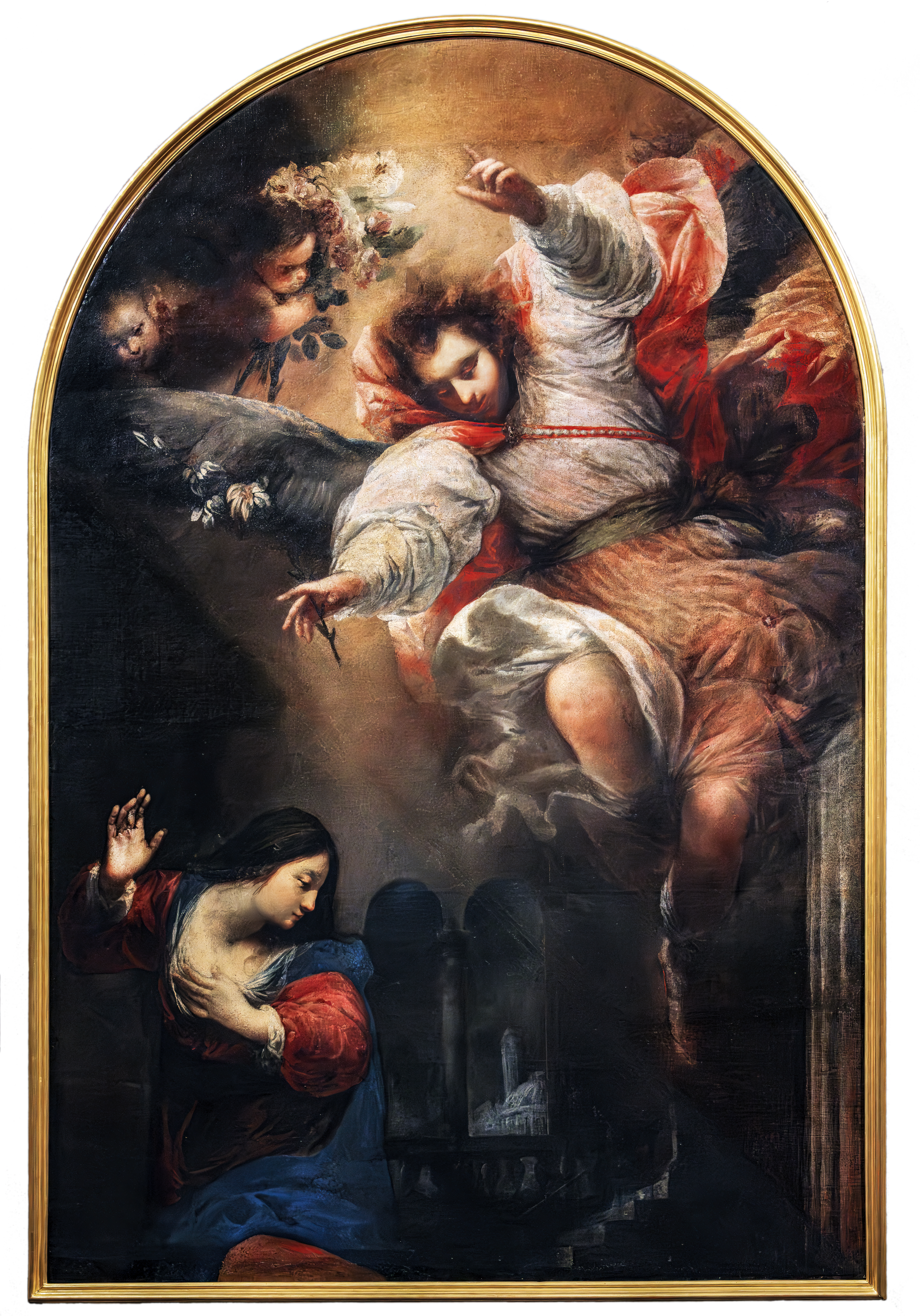
La Anunciación.

## Vida
Nativo de Florencia, se formó en el taller de Baccio del Bianco. 
En 1638, fue nombrado miembro de l'Academia de Bellas Artes de Florencia y Andrea Celesti se convirtió en su protegido, que más probablemente influyó en el estilo de Sebastiano Ricci y Ghislandi.
En 1648, se trasladó a Venecia donde permaneció hasta su muerte. La última fase de su producción artística se caracteriza por un dinamismo inusual, por una variedad de perspectivas, que recuerdan las obras de su contemporáneo Francesco Maffei y las deformaciones reproducidas por Lorenzo Lotto durante el siglo anterior.
Obras seleccionadas
- «La muerte di Cleopatra». Archivado desde el original el 16 de septiembre de 2007. Consultado el 9 de septiembre de 2021.
- «Venus y Marte sorprendidos por Vulcano». Archivado desde el original el 26 de noviembre de 2005. Consultado el 9 de septiembre de 2021.